# Boston Herald
Boston Herald ist eine Tageszeitung für die Region um Boston, Massachusetts (Vereinigte Staaten). Sie wurde 1846 gegründet und ist somit eine der ältesten Tageszeitungen des Landes. Wettbewerber in der Region Boston ist der Boston Globe.
Die Zeitung erscheint seit 1981 im Tabloid-Format. Eigentümer ist das Unternehmen Herald Media Inc., Herausgeber ist Patrick J. Purcell. Die durchschnittlich verkaufte Auflage des Boston Herald liegt werktäglich bei 113.798, samstags bei 93.281 und sonntags bei 85.828 Exemplaren.

## Boston Herald (1846–1972)

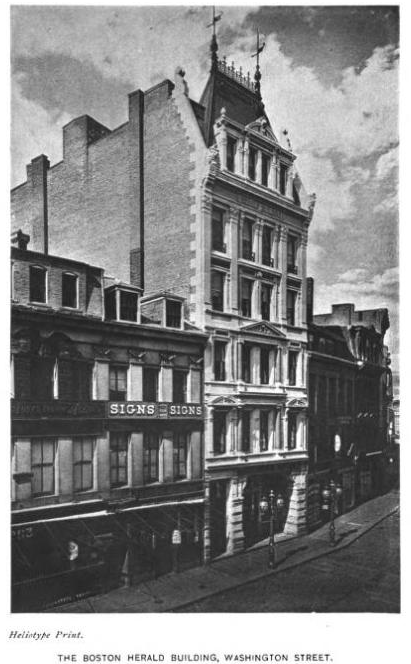
Das alte Hauptquartier des Herald, erbaut 1878, in der Washington Street 255

Der Boston Herald wurde 1846 wurde von einer Gruppe Bostoner Drucker gegründet. Die Drucker schlossen sich John A. French & Co zusammen. Der erste Herausgeber war William O. Eaton. Dieser positionierte die Zeitung als

“The Herald will be independent in politics and religion; liberal, industrious, enterprising, critically concerned with literacy and dramatic matters, and diligent in its mission to report and analyze the news, local and global.”

1861 wurde, kurz vor Beginn des Bürgerkrieges, die Sunday Herald gegründet und herausgegeben.
Der Boston Traveler wurde 1912 übernommen und bis 1967 eine Früh- und Spätausgabe herausgeben. Der Boston Traveler wurde 1825 als Zeitung für Postkutschen-Reisende gegründet. 1967 wurde er umbenannt in Boston Herald Traveler.
Nach dem Verkauf an die Hearst Corporation endete 1972 die Selbständigkeit des Boston Herald. Die Hearst Corporation fusionierte seine Bostoner Zeitungen zu Record American/Herald Traveler. Im September 1981 wurde das Erscheinungsformat von The Boston Herald American auf Tabloid umgestellt.

## Record American (1768–1972)
- The Daily Advertiser gegründet 1813
  - Independent Chronicle gegründet 1768
  - Afternoon Record gegründet 1884
- The American gegründet 1904 von William Randolph Hearst

William Hearst übernahm 1917 The Daily Advertiser und 1921 Afternoon Record. Die Afternoon Record war die erste Zeitung in New England, die im Tabloidformat erschien.
1938 wurden die Zeitungen umbenannt:
- Daily Advertiser → Daily Record,
- Afternoon Record → Evening American,
- The American → Sunday Advertiser

1961 fusionierten Daily Record und Evening American zu Record American. Drei Jahre später stellte der Sunday Advertiser sein Erscheinungsformat auf Tabloid um.

## Seit 1972
Schon kurz nach der Fusion zu Record American/Herald Traveler suchte die Hearst Corporation 1982 einen Käufer für die Zeitung. Die News Corporation, vertreten durch Rupert Murdoch, übernahm die Zeitung am 20. Dezember 1982. Vorangegangen war eine Ankündigung vom 27. November 1982, dass am 3. Dezember 1982 die Zeitung eingestellt wird. Grund hierfür seien monatliche Verluste von einer Million Dollar. Für die Übernahme zahlte die News Corporation der Hearst Corporation eine Million Dollar in bar und von den zukünftigen Gewinnen des Verlages sieben Millionen Dollar. Die News Corporation verkaufte die Zeitung im Februar 1994 an den Herausgeber und Angestellten Patrick Purcell.